# Tami Whitlinger
Tami Whitlinger (13 novembre 1968) è un'ex tennista statunitense.
È conosciuta anche come Tami Whitlinger Jones dopo aver sposato il tennista Kelly Jones.

## Carriera
In carriera ha raggiunto in singolare la 41ª posizione della classifica WTA, mentre in doppio ha raggiunto il 60º posto. Nei tornei del Grande Slam ha ottenuto il suo miglior risultato raggiungendo il quarto turno nel singolare all'Open di Francia nel 1991.

## Statistiche

### Doppio

#### Finali perse (3)
| Numero | Anno             | Torneo                                       | Superficie  | Compagna        | Avversarie in finale             | Punteggio        |
| 1.     | 12 febbraio 1995 | Ameritech Cup, Chicago                       | Sintetico   | Marianne Werdel | Gabriela Sabatini Brenda Schultz | 7-5, 6(4)-7, 4-6 |
| 2.     | 25 maggio 1996   | Internationaux de Strasbourg, Strasburgo     | Terra rossa | Marianne Werdel | Yayuk Basuki Nicole Bradtke      | 7-5, 4-6, 4-6    |
| 3.     | 23 febbraio 1997 | IGA U.S. Indoor Championships, Oklahoma City | Cemento     | Marianne Werdel | Rika Hiraki Nana Miyagi          | 4-6, 1-6         |